# 賢恪帝姫
賢恪帝姫（けんかくていき）は、北宋の神宗の次女。

## 経歴
熙寧2年（1069年）、仁寿県君張氏（後の淑妃）の娘として生まれ、熙寧3年（1070年）12月に宝慶公主に封ぜられた。
熙寧5年7月7日（1072年7月30日）、薨去した。父の神宗は朝廷を5日間停止した。その後、呉国公主の位を追贈された。元符3年（1100年）3月に弟の徽宗により楚国長公主の位を再追贈された。政和4年（1114年）12月、賢恪長帝姫の位を再追贈された。

## 伝記資料
- 『宋史』
- 『宋会要輯稿』
- 『燕国公主追封記』